# Macintosh SE
Il Macintosh SE è un personal computer prodotto da Apple, commercializzato come evoluzione del primo Macintosh, con cui condivide lo stesso case. È stato presentato insieme al Macintosh II il 2 marzo 1987 ed è rimasto in produzione fino al 1º agosto 1989.

## Caratteristiche tecniche
Caratteristiche tecniche principali:
- CPU: Motorola 68000 a 8 MHz
- ROM: 256 KB
- RAM: 1 MB 
  - da 1 a 4 MB
  - moduli SIMM da 150 ns
- Slot interni per memorie di massa: 2
  - 1 unità floppy da 3"½ e 800 KB (configurazione tipo)
  - 2 unità floppy (configurazione alternativa)
  - 1 unità floppy + 1 disco rigido (SCSI) da 20~40 MB (opzionale)
- Video:
  - CRT monocromatico da 9"
  - risoluzione: 512×342 pixel
- Audio:
  - uscita mono ad 8 bit
  - 4 canali
- Sistema operativo: da macOS 2.0 a 7.5.5

Il Macintosh SE era venduto come evoluzione del modello originale, rispetto al quale era dotato di uno slot per espandere il sistema mediante il collegamento di periferiche esterne (la sigla "SE" significa infatti "System Expansion", Espansione di sistema): a questa porta era possibile collegare schede acceleratrici, monitor esterni, schede con coprocessori addizionali, schede di rete e di comunicazione, ed altro.
Inizialmente il computer era venduto con un solo floppy installato ma successivamente fu offerto anche nella variante con 2 unità floppy. Il cliente poteva scegliere anche di installare nel secondo slot interno un disco rigido.
Il Macintosh SE introduceva anche un nuovo bus per interfacciare mouse e tastiera al computer, denominato Apple Desktop Bus (ADB). Era anche il primo computer della serie Macintosh ad avere la ventola di raffreddamento, assente nei modelli precedenti per preciso volere di Steve Jobs.
Il Macintosh SE contiene un easter egg. Siccome la ROM da 256 KB non fu utilizzata tutta per il firmware del computer, nelle celle vuote furono salvate delle foto digitalizzate delle persone che parteciparono allo sviluppo del computer. L'immagine può essere fatta apparire digitando in un terminale il comando G 41D89A.

## Macintosh SE FDHD

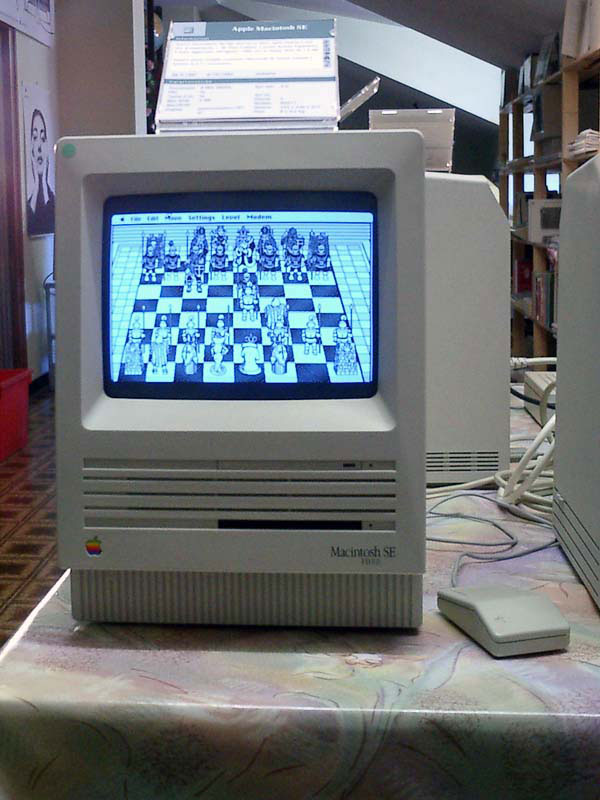
Un Macintosh SE FDHD

I primi modelli di Macintosh SE supportavano solo i floppy disk a singola faccia SSDD (Single Sided Double Density) da 400 KB e doppia faccia DSDD (Double Sided Double Density) da 800 KB. Il 1º agosto 1989 Apple presentò una versione del Macintosh SE dotato della nuova unità floppy denominata SuperDrive, capace di leggere i nuovi dischetti DSHD (Double Sided High Density) da 1,44 MB. Il modello fu messo in commercio come Macintosh SE FDHD, dove la sigla FDHD stava per Floppy Disk High Density. Successivamente il computer fu ribattezzato Macintosh SE SuperDrive affinché il nome richiamasse il tipo di unità montata sul computer. Il Macintosh SE FDHD/SuperDrive rimase in commercio fino al 15 ottobre 1990, quando fu sostituito dal Macintosh Classic.

## Macintosh SE/30
Apple nel gennaio 1989 presentò il Macintosh SE/30. Il computer era dotato di una nuova scheda madre molto espandibile e dotata di un processore molto più veloce. Poteva essere utilizzata anche per aggiornare il SE.